# Stará Lysá
Stará Lysá är en ort i Tjeckien.   Den ligger i regionen Mellersta Böhmen, i den centrala delen av landet, 30 km nordost om huvudstaden Prag. Stará Lysá ligger 187 meter över havet och antalet invånare är 470.
Terrängen runt Stará Lysá är platt. Runt Stará Lysá är det ganska tätbefolkat, med 75 invånare per kvadratkilometer. Närmaste större samhälle är Lysá nad Labem, 3,5 km sydost om Stará Lysá. Trakten runt Stará Lysá består till största delen av jordbruksmark.